# لاغارتو
لاغارتو هي بلدية في البرازيل، تتبع سيرجيبي، بلغ عدد سكانها 94٬861  نسمة، في 2010، تبلغ مساحتها 969٫226 كيلومتر مربع.

## الموقع
تشترك في الحدود مع:
- Simão Dias [الإنجليزية]‏.

## أعلام
- دييغو كوستا
- جويل سيلفيرا